# Balionycteris maculata
Balionycteris maculata é uma espécie de morcego da família Pteropodidae. Pode ser encontrada na Tailândia, Malásia, Brunei e Indonésia.